# Angus Macnab
John Angus Macnab (1906, Londres, Inglaterra - España, Madrid, 1977) fue un político fascista británico que abrazó el catolicismo romano bajo la influencia de G. K. Chesterton e Hilaire Belloc, quien era un asociado cercano de William Joyce, y que más tarde se hizo notar como escritor perennialista en la España medieval y traductor de poesía latina y griega.

## Primeros años
Macnab nació en Londres, de padres escoceses y neozelandeses. Hijo de un conocido oftalmólogo de Harley Street, MacNab se educó en la Rugby School y en la Christ Church, Oxford. Macnab se convirtió al catolicismo y también fue un destacado montañista. Un traductor talentoso, eligió, al graduarse, entrenarse como maestro de escuela. 

## Participación política
Durante la década de 1930, Macnab compartió un piso en Londres con William Joyce y ambos entablaron una amistad de por vida que determinaría su participación política. Testigo en el segundo matrimonio de Joyce, Macnab se unió a la Unión Británica de Fascistas y se desempeñó como funcionario en el Departamento de Propaganda de la BUF, editando el diario del partido, Fascist Quarterly, y contribuyendo con una columna semanal, amargamente antijudía, 'Jolly Judah', a su periódico, The Blackshirt. Teniente leal a Joyce, se quejó directamente a Oswald Mosley sobre el despido de Joyce de la BUF en 1937 y, como resultado, fue expulsado del grupo por la fuerza. De hecho, tal fue el mal presentimiento entre Mosley y Joyce que el líder de BUF amenazó con atacar físicamente a Macnab por sus quejas y finalmente lo expulsó con sus Blackshirts (Camisas negras).
Después de este incidente, Macnab se unió a Joyce y John Beckett para formar la Liga Nacional Socialista. El grupo avanzó poco y viajó con Joyce a Bélgica justo antes de la guerra, donde se encontraron con el agente nacionalsocialista Christian Bauer. Macnab se unió a Joyce y Bauer, periodista de Der Angriff, para viajar a Berlín inmediatamente después. Sin embargo, mientras Joyce permanecía en Alemania, Macnab regresó al Reino Unido inmediatamente después del estallido de la guerra, alegando que no estaría involucrado en ayudar a los enemigos de Gran Bretaña. 
En las primeras etapas de la Segunda Guerra Mundial, sirvió como conductor de ambulancia, aunque en poco tiempo sus anteriores simpatías nacionalsocialistas lo vieron detenido bajo el Reglamento de Defensa 18B. Fue el primero en identificar a Joyce como 'Lord Haw Haw' (la identidad de la emisora de radio inicialmente era un misterio) cuando su antiguo colega universitario, el marqués de Donegall, que era periodista en el Daily Mail en ese momento, hizo que Macnab escuchara algunas grabaciones después de sospechar que Joyce, en lugar del otro sospechoso principal, John Amery, podría estar detrás de las transmisiones. Macnab permaneció leal a Joyce después de su captura y se unió al hermano de Joyce, Quentin, en un intento fallido de apelar la sentencia de muerte dictada contra 'Lord Haw-Haw'. 
MacNab se casó con Catherine Collins, una exactivista de la BUF, en 1945 y después de la guerra, la pareja se estableció en Toledo, España. Tenían cuatro hijos en España y Macnab se ganaba la vida enseñando y traduciendo inglés. Durante gran parte del resto de su vida mantuvo correspondencia con A. K. Chesterton, aunque no asumió ningún papel más en la política activa.

## Escritos posteriores
Es autor de dos clásicos de la España medieval: España bajo la luna creciente y Toledo, Sagrado y Profano. También fue autor de Toros de Iberia . En un artículo en la revista británica 'New Blackfriars', William Stoddart rinde homenaje a Macnab como un destacado intelectual católico que fue autor de un fascinante estudio de la Edad Media española. De Bulls of Iberia el destacado crítico inglés Kenneth Tynan lo describió como "increíblemente bueno". Macnab también contribuyó a la revista británica "Studies in Comparative Religion", en la década de 1960. 
En 1938, bajo la influencia de G. K. Chesterton e Hilaire Belloc, Macnab había abrazado la filosofía escolástica y el catolicismo tradicional. Aproximadamente al mismo tiempo, desarrolló un interés en España, y en 1945, al final de la Segunda Guerra Mundial, aprendió español y decidió hacer de España su hogar. Durante muchos años vivió con su esposa irlandesa Catherine y sus tres hijos (todos nacidos en España) en la encantadora Plaza de Santo Tomé (frente a la iglesia del mismo nombre) en Toledo. Se ganaba la vida como traductor. 
A mediados de la década de 1950, leyó el libro de Marco Pallis Peaks and Lamas. Inmediatamente entendió y aceptó el "mensaje" tradicionalista de Pallis, y le escribió para expresarle su gratitud. En su respuesta, Pallis le sugirió a Macnab que podría encontrar ganancias en los escritos de René Guénon y Frithjof Schuon. Macnab ordenó de inmediato sus libros, asimiló profundamente sus contenidos y quedó totalmente y alegremente convencido por sus exposiciones. 
Macnab visitó a Schuon en Lausana en 1957 y permaneció en contacto con él hasta su muerte, en Madrid, en 1977. 
Mientras estuvo en España, Macnab recibió una serie de distinguidos visitantes de Gran Bretaña y América, incluidos los novelistas Evelyn Waugh y James Michener, el editor Tom Burns y su amigo y benefactor intelectual, Marco Pallis. 
Los frutos de los estudios de Macnab en la historia de la España árabe fueron sus libros Spain under the Crescent Moon y Toledo, Sacred and Profane (inédito), así como varios artículos publicados en la revista londinense "Studies of Comparative Religion", durante el período 1965-1968. 
Spain under the Crescent Moon es un libro no solo sobre la España árabe, sino también sobre sus efectos contemporáneos. La historia de la España árabe muestra que la pregunta no es nueva y sugiere que las soluciones alcanzadas durante los muchos siglos de coexistencia cristiano-musulmana fueron inteligentes y civilizadas. 
Macnab escribe sobre arte e historia, caballería y religión, reyes cristianos y musulmanes, y hombres santos cristianos y musulmanes. Describe los logros árabes en poesía, música y buenos modales, así como en los dominios más familiares de la arquitectura y la caligrafía: la Alhambra de Granada es (con la posible excepción del Taj Mahal) el edificio islámico más famoso del mundo. El libro también contiene información sobre el misticismo islámico.